# Milchquote
Im Jahre 1984 führte die damalige Europäische Wirtschaftsgemeinschaft (EWG) eine Quotenregelung ein, um die Milchproduktion in den Mitgliedstaaten zu beschränken. Grundlage für die Zuteilung der Milchreferenzmenge, auch Milchquote oder Milchkontingent genannt, war die Milchanlieferungsmenge des Milchwirtschaftsjahres 1983 (1. April 1983 bis 31. März 1984).
Im Rahmen der Garantiemengenregelung wurde jedem Mitgliedstaat eine feste Produktionsquote für Milch zugewiesen. In Deutschland wurde diese Quote auf die einzelnen milcherzeugenden Betriebe verteilt. Andere Mitgliedstaaten wie z. B. Frankreich verwalteten die Quoten als Molkereikontingente.
Lieferte ein Milchproduzent mehr Milch als er über Quoten verfügte, wurde er sanktioniert, und zwar über die Zahlung einer sogenannten Superabgabe. Diese war so hoch festgelegt, dass die Milchproduktion ökonomisch unrentabel werden sollte. In der Praxis war die Abgabe oft niedriger als die gezahlten Pachtpreise für Milchquoten, da seit Mitte der 1990er Jahre die angelieferte Milch vor Zahlung der Abgabe zuerst auf Molkereiebene und dann bundesweit saldiert wurde. Somit fiel in manchen Jahren gar keine Abgabe an, weil bundesweit die Quote nicht erfüllt wurde.
Die Regelungen galten weiter, nachdem die EWG ab 1993 langsam in die Europäische Union (EU) umgewandelt wurde. Zum 1. April 2015 lief die Garantiemengenregelung aus und Milcherzeuger können unabhängig von einer Quote Milch erzeugen und anliefern. Der Deutsche Bauernverband äußerte die Hoffnung, dass die Milchproduktion dadurch auf dem Weltmarkt konkurrenzfähiger werde.

## Gründe für die Einführung
Bereits Ende der 1970er Jahre führte die steigende Milcherzeugung in der EWG zu immer größeren Überschüssen („Milchsee“, „Butterberge“), die nur mit hohen Aufwendungen vom Markt genommen werden konnten. Um den Milchmarkt zu reglementieren, wurde das marktpolitische Instrument der Kontingentierung der Angebotsmenge gewählt. Durch ein begrenztes Angebot wollte man einen stabilen Preis für Milcherzeugnisse erhalten, zudem sollten die EWG-Ausgaben für diese Agrarmarktordnung begrenzt werden.

## Probleme
Die zugeteilte Quote lag rund 10–20 % über dem Verbrauch, so dass dieser Teil der Erzeugung weitgehend subventioniert abgesetzt wurde (als Futtermittel, zur industriellen Verwertung oder als Export in Drittländer). Diese Aussage relativierte sich allerdings im Milchwirtschaftsjahr 2007, als erstmals weniger Milch auf dem europäischen Markt verfügbar war als nachgefragt wurde, was zu Milchpreisen von 50–100 % über dem Vorjahrespreis führte. Des Weiteren wurde seitdem die Marktordnung für Milch ausgesetzt, so dass seitdem keine Milchprodukte mehr durch die Milchquotenregelung subventioniert werden.
Damit konnten die stabilen Preise nicht in der erhofften Form durchgesetzt werden. Die politischen Signale hinsichtlich der Überproduktion sind widersprüchlich: Einerseits gab es Herauskaufaktionen, Quotenkürzungen, die Fettquote und Superabgaben, anderseits aber auch Quotenerhöhungen und erweiterte Saldierungsmöglichkeiten. 1995 kam es durch die Vereinbarungen der Uruguay-Runde der WTO zu einer teilweisen Marktliberalisierung. Weitere Liberalisierungsschritte blieben mit dem Scheitern der Verhandlungen von Cancun (2003) aus.
Die verfügbaren Quoten sind seit Einführung der Garantiemengenregelung fast jedes Jahr überschritten worden. Hierfür zeichnete anfangs trotz Quotenerhöhungen insbesondere Italien verantwortlich. Seit 2003 war im Wesentlichen Deutschland für die Quotenüberschreitungen verantwortlich. Anfang der 1990er Jahre war Deutschland durch die Umstrukturierungsprobleme in den neuen Bundesländern und die Quotensaldierung auf Bundesebene praktisch abgabenfrei. Danach holten die ostdeutschen Betriebe auf und verminderten den Saldierungsspielraum, so dass seit 1996/97 fast jährlich überbeliefert wurde. Frankreich und England dagegen nutzten ihre Quoten nicht mehr aus. Auch Spanien und vor allem Griechenland konnten die ihnen zugestandenen zusätzlichen Quoten nicht beliefern. 2003/04 waren in der EU-15 388 Mio. € Superabgabe fällig. 2006 lag die Gesamtmenge der in der EU produzierten Milch bei 774.000 Tonnen oberhalb der Milchquote, wofür Superabgaben in Höhe von 221 Mio. Euro gezahlt werden mussten. Die größten Teile der Superabgabe entfielen mit 176,3 Mio. Euro auf Italien und mit 24,7 Mio. Euro auf Österreich.
Die Milchquote stellte für die landwirtschaftlichen Betriebe einen Kostenfaktor dar. Bei Milchleistungssteigerung oder Aufstockung der Kuhzahl musste Milchquote gekauft werden, um die zusätzliche Milchmenge absetzen zu können. Die Quotenpreise lagen in einzelnen Regionen zeitweise bei über 1 €/kg. Dieses Kapital musste investiert werden, d. h. für den Betrieb entstanden Kosten durch Abschreibung und Zinsaufwand. Damit nahm die Wirtschaftlichkeit der Milchviehhaltung ab, je höher die Quotenkosten waren.
Die Milchquote war faktisch zum „Eigentum“ der Betriebe geworden. Beim Ausstieg aus der Milchviehhaltung wurde sie weiterverkauft, bis 2000 konnte sie auch verpachtet oder verleast werden. Damit entstand der Begriff „Sofamelker“.

## Milchbörse
Seit dem Jahr 2000 war eine Übertragung bzw. ein Handeln der Milchquote in Deutschland nur noch über Milchquoten-Verkaufsstellen, sogenannte „Quotenbörsen“ oder „Milchbörsen“, und innerhalb bestimmter Regionen (Übertragungsgebiete) möglich.
Zu bestimmten Terminen (dreimal jährlich) konnten dort Verkäufer Milchquoten zu einem von ihnen gewählten Preis anbieten. Erzeuger, die Milchquoten erwerben wollten, machten an der Börse ihrerseits ein nach Preis und Menge definiertes Angebot. Auf dieser Grundlage wurde der Gleichgewichtspreis ermittelt und die entsprechenden Quotenmengen verteilt. Angebot und Nachfrage, die außerhalb eines Preiskorridors um den Gleichgewichtspreis lagen, wurden nicht berücksichtigt und konnten nicht verkauft werden.
Bis 30. Juni 2007 gab es 21 Übertragungsgebiete in Deutschland:
- 6 für die Bundesländer
  - Hessen
  - Mecklenburg-Vorpommern
  - Nordrhein-Westfalen
  - Sachsen
  - Sachsen-Anhalt
  - Thüringen
- 4 gemeinsame für die Bundesländer
  - Berlin und Brandenburg
  - Niedersachsen und Bremen
  - Rheinland-Pfalz und Saarland
  - Schleswig-Holstein und Hamburg
- 4 in Baden-Württemberg (entsprechend den Regierungsbezirken)
  - Stuttgart
  - Karlsruhe
  - Tübingen
  - Freiburg
- 7 in Bayern (entsprechend den Regierungsbezirken)
  - Oberbayern
  - Niederbayern
  - Schwaben
  - Oberpfalz
  - Unterfranken
  - Mittelfranken
  - Oberfranken.

Ab dem Börsentermin 1. Juli 2007 wurden alle bisherigen Übertragungsgebiete zu nunmehr zwei zusammengelegt: Alle alten Bundesländer bilden zukünftig das Übertragungsgebiet West, die neuen Bundesländer das Übertragungsgebiet Ost. Innerhalb der beiden Übertragungsgebiete wurde jeweils ein gemeinsamer Gleichgewichtspreis für die gehandelten Quotenmengen errechnet. Der letzte Börsentermin am 1. Juli 2009 ergab einen Quotenpreis von 0,15 €/kg im Übertragungsgebiet West und 0,08 €/kg im Übertragungsgebiet Ost.
Innerhalb der Familie könnten im Falle der Hofübergabe oder bei Kooperationen unter bestimmten Bedingungen die Milchquoten außerhalb der Milchbörse übertragen werden.

## Ende der Quotenregelung
Im Rahmen der aktuellen Reform der EU-Agrarpolitik wurden drei Maßnahmen in Bezug auf die Milchquote beschlossen:
1. Die Milchquoten-Regelung wurde bis 2014/15 verlängert. Sie wurde ab dem 1. April 2015 abgeschafft.
2. Die Quoten wurden in den Jahren 2006 bis 2008 in drei Schritten um insgesamt 1,5 % erhöht.
3. Für Griechenland (120.000 t) und die Azoren (73.000 t) wurden zusätzliche Quoten bestimmt.

Daneben wurde die Senkung der Interventionspreise bei Butter und Magermilchpulver, die schrittweise Absenkung von Interventionsschwellen für Butter, die Abschaffung des Richtpreises für Milch sowie eine 60%ige Kompensation der Einkommensverluste durch eine Milchprämie beschlossen.
Im November 2008 einigten sich die EU-Landwirtschaftsminister darauf, die Milchquoten zwischen 2009 und 2013 um jährlich ein Prozent zu erhöhen. 2010 und 2012 waren Überprüfungen vorgesehen, ob die Marktlage eine weitere Erhöhung erlaubt.
Der Deutsche Bauernverband befürwortete auf seiner Tagung 2007 in Bamberg den Ausstieg aus der Milchquote und sah nach deren Auslaufen 2015, dass diese nicht zur Stabilisierung der Erzeugerpreise geführt habe und der Strukturwandel weiter vorangeschritten sei.
Auf der Konferenz zur Zukunft der Milchviehhaltung am 31. August 2023 betonte Staatssekretärin Ophelia Nick vom BMEL, dass die Milchbetriebe und die vielfältige Erzeugerstruktur erhalten werden sollen.

## Bilanzierung
Wenn Milchquoten entgeltlich erworben wurden (das bedeutet, dass die zugewiesenen Milchreferenzmengen aus dem Jahre 1984 nicht aktiviert wurden), bestand die Verpflichtung zur Bilanzierung als immaterielles Wirtschaftsgut. Die Abschaffung der Milchquote zum 31. März 2015 führte dazu, dass die Milchkontingente insgesamt bis zum Jahr 2015 planmäßig abgeschrieben werden mussten.